# 萨马代
萨马代（法語：Samadet，法語發音：[samadɛ]）是法国朗德省的一个市镇，属于蒙德马桑区。

## 地理
萨马代（43°38'20"N, 0°29'12"W）面积26.19 平方千米，位于法国新阿基坦大区朗德省，该省份为法国西南部沿海省份，是法國本土面积第二大的省，北起吉倫特省，西临大西洋，南至大西洋比利牛斯省，东临热尔省，东北与洛特-加龍省接壤。
与萨马代接壤的市镇（或旧市镇、城区）包括：芒村、阿尔布卡沃、欧巴尼昂、阿热特莫、蒙塞居尔、塞尔加斯通、于尔贡。

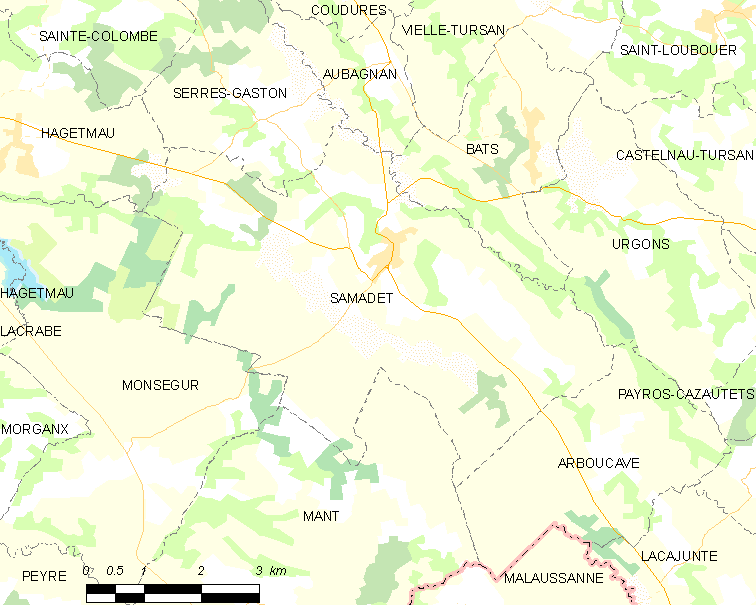
萨马代的OSM定位图

萨马代的时区为UTC+01:00、UTC+02:00（夏令时）。

## 行政
萨马代的邮政编码为40320，INSEE市镇编码为40286。

## 政治
萨马代所属的省级选区为沙洛斯-蒂尔桑县。

## 人口

1962-2008年间萨马代人口变化图示

萨马代于2022年1月1日时的人口数量为1131人。